# Thalerius konradi
Genre
Espèce
Thalerius konradi, unique représentant du genre Thalerius, est une espèce de tardigrades de la famille des Ramazzottiidae. 

## Distribution
Cette espèce est endémique d'Autriche. Elle a été découverte dans la vallée Langtal dans les Alpes de l'Ötztal.

## Description
L'holotype mesure 276 µm.

## Étymologie
Cette espèce est nommée en l'honneur de Konrad Thaler.

## Taxinomie
Ce genre a été déplacé des Isohypsibiidae aux Ramazzottiidae par Bertolani, Guidetti, Marchioro, Altiero, Rebecchi et Cesari en 2014.

## Publication originale
- Dastych, 2009 : Thalerius konradi gen. nov., sp. nov., a new tardigrade from the periglacial area of the Ötztal Alps, Austria (Tardigrada). Contributions to Natural History, no 12, p. 391–402 (texte intégral).